# Bersaglio mobile (programma televisivo)
Bersaglio mobile è una rubrica in onda su LA7 che va in onda dal 2011 in prima serata e in seconda serata con la conduzione di Enrico Mentana, il direttore del TG LA7 produttore del programma. La trasmissione non ha cadenza fissa, ma va in onda in occasione di particolari eventi.

## Il programma
Il programma, curato e prodotto dal TG LA7 e Cairo Communication, tratta vicende legate alla politica italiana nonché vicende che riguardano la società, con interviste a politici ed altri ospiti.

## Puntate
| Numero   | Data              | Ospiti                                                  | Telespettatori | Share | Note   |
| -------- | ----------------- | ------------------------------------------------------- | -------------- | ----- | ------ |
| 1        | 21 settembre 2011 | -                                                       | 1.912.000      | 8,02% | [ 3 ]  |
| 2        | 7 dicembre 2011   | Roberto Saviano                                         | 1.114.000      | 4,28% | [ 4 ]  |
| 3        | 19 luglio 2012    | -                                                       | 588.000        | 3,89% | [ 5 ]  |
| 4        | 26 luglio 2012    | -                                                       | 678.000        | 3,97% | [ 6 ]  |
| 5        | 27 agosto 2012    | -                                                       | 1.073.000      | 5,97% | [ 7 ]  |
| 6        | 14 febbraio 2013  | Beppe Grillo                                            | 1.282.000      | 4,77% | [ 8 ]  |
| Speciale | 21 febbraio 2013  | -                                                       | 1.531.000      | 5,72% | [ 9 ]  |
| 7        | 18 luglio 2013    | -                                                       | 1.291.000      | 7,54% | [ 10 ] |
| 8        | 18 febbraio 2014  | -                                                       | 1.010.000      | 3,85% | [ 11 ] |
| 9        | 6 aprile 2014     | Matteo Renzi                                            | 169.000        | 1,26% | [ 13 ] |
| 10       | 11 aprile 2014    | Nicola Morra                                            | 1.099.000      | 6,84% | [ 14 ] |
| 11       | 18 aprile 2014    | -                                                       | 863.000        | 5,68% | [ 15 ] |
| 12       | 25 aprile 2014    | -                                                       | 519.000        | 3,17% | [ 16 ] |
| 13       | 2 maggio 2014     | Pier Luigi Bersani                                      | 751.000        | 5,28% | [ 17 ] |
| 14       | 20 maggio 2014    | Alessandro Di Battista, Matteo Renzi, Silvio Berlusconi | 1.471.000      | 6,56% | [ 18 ] |
| 15       | 23 maggio 2014    | -                                                       | 785.000        | 4,46% | [ 19 ] |
| 16       | 6 giugno 2014     | Flavio Tosi, Antonio di Pietro, Felice Casson           | -              | 6,37% | [ 20 ] |
| 17       | 13 giugno 2014    | Marco Damilano, Maria Teresa Meli                       | 592.000        | 4,59% | [ 21 ] |
| 18       | 20 giugno 2014    | Corrado Formigli, Nicola Porro                          | 580.000        | 4,49% | [ 22 ] |
| 19       | 3 ottobre 2014    | -                                                       | 462.000        | 2,83% | [ 23 ] |
| 20       | 10 ottobre 2014   | -                                                       | 609.000        | 4%    | [ 24 ] |